# Patinação de velocidade em pista curta nos Jogos Olímpicos de Inverno de 2014 - 1000 m masculino
O evento de 1000 m feminino da patinação de velocidade nos Jogos Olímpicos de Inverno de 2014 foi disputado no Palácio de Patinação Iceberg em Sóchi, nos dias 13 e 15 de fevereiro de 2014.

## Medalhistas
| Ouro   | RUS Viktor Ahn        |
| Prata  | RUS Vladimir Grigorev |
| Bronze | NED Sjinkie Knegt     |

## Resultados

### Preliminares

#### Eliminatórias
Q — qualificado para as semifinais
ADV — avançou
PEN — pênalti
YC — cartão amarelo
| Pos. | Bateria | Atleta                    | Tempo    | Notas |
| ---- | ------- | ------------------------- | -------- | ----- |
| 1    | 1       | CAN Charle Cournoyer      | 1:24.787 | Q     |
| 2    | 1       | USA Christopher Creveling | 1:25.069 | Q     |
| 3    | 1       | NED Niels Kerstholt       | 1:25.695 |       |
| 4    | 1       | GBR Jon Eley              | 1:25.748 |       |
| 1    | 2       | CAN Olivier Jean          | 1:26.089 | Q     |
| 2    | 2       | NED Sjinkie Knegt         | 1:26.091 | Q     |
| 3    | 2       | TPE Mackenzie Blackburn   | 1:26.814 |       |
| 4    | 2       | HUN Bence Béres           | 1:27.735 |       |
| 1    | 3       | RUS Vladimir Grigorev     | 1:26.422 | Q     |
| 2    | 3       | CHN Han Tianyu            | 1:26.530 | Q     |
| 3    | 3       | ISR Vladislav Bykanov     | 1:27.796 |       |
| 4    | 3       | GBR Richard Shoebridge    | 1:27.806 |       |
| 1    | 4       | CHN Wu Dajing             | 1:24.950 | Q     |
| 2    | 4       | HUN Viktor Knoch          | 1:25.426 | Q     |
| 3    | 4       | FRA Sébastien Lepape      | 1:49.311 | ADV   |
|      | 4       | NED Freek van der Wart    |          | PEN   |
| 1    | 5       | CAN Charles Hamelin       | 1:25.742 | Q     |
| 2    | 5       | USA Eduardo Alvarez       | 1:26.070 | Q     |
| 3    | 5       | GBR Jack Whelbourne       | 1:26.086 |       |
| 4    | 5       | CHN Liang Wenhao          | 1:28.065 |       |
| 1    | 6       | USA J. R. Celski          | 1:25.428 | Q     |
| 2    | 6       | RUS Semen Elistratov      | 1:26.121 | Q     |
| 3    | 6       | JPN Ryosuke Sakazume      | 1:26.468 |       |
| 4    | 6       | FRA Maxime Chataignier    | 2:20.479 |       |
| 1    | 7       | RUS Viktor Ahn            | 1:25.834 | Q     |
| 2    | 7       | KOR Sin Da-Woon           | 1:25.893 | Q     |
| 3    | 7       | JPN Yuzo Takamido         | 1:25.905 |       |
| 4    | 7       | GER Robert Seifert        | 1:29.468 |       |
| 1    | 8       | KOR Lee Han-Bin           | 1:26.502 | Q     |
| 2    | 8       | ITA Yuri Confortola       | 1:26.956 | Q     |
| 3    | 8       | HUN Sándor Liu Shaolin    | 1:35.935 | ADV   |
| 4    | 8       | FRA Thibaut Fauconnet     | 2:00.795 |       |

#### Quartas de final
Q — classificado para as semifinais
ADV — avançou
PEN — pênalti
YC — cartão amarelo
| Pos. | Bateria | Atleta                    | Tempo    | Notas |
| ---- | ------- | ------------------------- | -------- | ----- |
| 1    | 1       | KOR Lee Han-Bin           | 1:24.444 | Q     |
| 2    | 1       | CHN Han Tianyu            | 1:24.490 | Q     |
| 3    | 1       | USA Christopher Creveling | 1:24.691 |       |
| 4    | 1       | HUN Sándor Liu Shaolin    | 1.24.966 |       |
| 5    | 1       | CAN Charle Cournoyer      | 1:25.204 |       |
| 1    | 2       | CHN Wu Dajing             | 1:24.753 | Q     |
| 2    | 2       | RUS Vladimir Grigorev     | 1:24.868 | Q     |
| 3    | 2       | FRA Sébastien Lepape      | 1:25.368 |       |
| 4    | 2       | ITA Yuri Confortola       | 1:25.428 |       |
| 5    | 2       | HUN Viktor Knoch          | 1:25.673 |       |
| 1    | 3       | RUS Viktor Ahn            | 1:25.666 | Q     |
| 2    | 3       | NED Sjinkie Knegt         | 1:25.695 | Q     |
| 3    | 3       | USA Eduardo Alvarez       | 1:39.092 |       |
| 4    | 3       | CAN Charles Hamelin       | 1:40.408 |       |
| 1    | 4       | KOR Sin Da-Woon           | 1:24.215 | Q     |
| 2    | 4       | RUS Semen Elistratov      | 1:24.239 | Q     |
| 3    | 4       | CAN Olivier Jean          | 1:24.935 |       |
| 4    | 4       | USA J. R. Celski          | DNF      |       |

#### Semifinais
QA — classificada para a final A
QB — classificada para a final B
ADV — avançou
PEN — pênalti
YC — cartão amarelo
| Pos. | Bateria | Atleta                | Tempo    | Notas |
| ---- | ------- | --------------------- | -------- | ----- |
| 1    | 1       | RUS Vladimir Grigorev | 1:25.346 | QA    |
| 2    | 1       | KOR Sin Da-Woon       | 1:25.564 | QA    |
| 3    | 1       | NED Sjinkie Knegt     | 1:27.258 | ADV   |
|      | 1       | KOR Lee Han-Bin       |          | PEN   |
| 1    | 2       | RUS Viktor Ahn        | 1:24.102 | QA    |
| 2    | 2       | CHN Wu Dajing         | 1:24.239 | QA    |
| 3    | 2       | RUS Semen Elistratov  | 1:24.275 | QB    |
| 4    | 2       | CHN Han Tianyu        | 1:24.611 | QB    |

### Final

#### Final B (Consolação)
| Pos. | Atleta                | Tempo    | Notas |
| ---- | --------------------- | -------- | ----- |
| 5    | CHN Han Tianyu        | 1:29.334 |       |
| 6    | RUS Semion Elistratov | 1:29.429 |       |

#### Final A
| Pos.              | Atleta                | Tempo    | Notas |
| ----------------- | --------------------- | -------- | ----- |
| Medalha de ouro   | RUS Viktor Ahn        | 1:25.325 |       |
| Medalha de prata  | RUS Vladimir Grigorev | 1:25.399 |       |
| Medalha de bronze | NED Sjinkie Knegt     | 1:25.611 |       |
| 4                 | CHN Wu Dajing         | 1:25.772 |       |
|                   | KOR Sin Da-woon       |          | PEN   |

Legenda
| Recorde mundial      | Recorde mundial (World record)               |                       | Recorde africano                      | Recorde africano (African) |                                           | Q | Classificado por posição (Qualified) |
| Recorde olímpico     | Recorde olímpico (Olympic record)            | Recorde da América    | Recorde da América (Americas)         | q                          | Classificado por melhor tempo (Qualified) |   |                                      |
| Melhor marca do ano  | Melhor marca do ano (World leading)          | Recorde asiático      | Recorde asiático (Asian)              | DNS                        | Não largou (Did not start)                |   |                                      |
| Recorde nacional     | Recorde nacional (National record)           | Recorde europeu       | Recorde europeu (European)            | DNF                        | Não terminou (Did not finish)             |   |                                      |
| Recorde pessoal      | Recorde pessoal do atleta (Personal best)    | Recorde da Oceania    | Recorde da Oceania (Oceania)          | DSQ / DQ                   | Desclassificado (Disqualified)            |   |                                      |
| Recorde da temporada | Recorde da temporada do atleta (Season best) | Recorde sul-americano | Recorde sul-americano (South America) | NM                         | Sem marca (No mark)                       |   |                                      |